# Santi Borikó
José Santiago Borikó Saká (Barcellona, 19 maggio 2003) è un calciatore equatoguineano, difensore del Castellón e della nazionale equatoguineana.

## Biografia
È nato a Barcellona da genitori equatoguineani.

## Carriera

### Club
Nel suo percorso giovanile ha giocato con le maglie di Sant Joan Despí, L'Hospitalet, EF Gavà, Sant Andreu, Unificación Bellvitge e CE Europa; con la squadra B di quest'ultimo club ha debuttato nel campionato regionale catalano.
Il 29 gennaio 2023 ha debuttato con la prima squadra dell'Europa nell'incontro di Tercera Federación perso 2-0 contro il Grama ed a fine stagione è stato definitivamente promosso nel club, nel frattempo approdato in Segunda Federación.
Il 12 luglio 2024 è stato acquistato a titolo definitivo dal Castellón, che lo ha inizialmente assegnato alla squadra B. Ha fatto il suo esordio a livello professionistico con la prima squadra il 14 dicembre nella partita di Segunda División vinta 4-1 contro il FC Cartagena ed il 27 febbraio 2025 ha prolungato il contratto fino al 2026.

### Nazionale
Il 15 marzo 2025 ha ricevuto la prima convocazione da parte della nazionale equatoguineana, ed una settimana dopo ha debuttato nell'incontro di qualificazione per il campionato mondiale 2026 vinto 2-0 contro São Tomé e Príncipe.

## Statistiche

### Presenze e reti nei club
Statistiche aggiornate al 20 marzo 2025.
| Stagione        | Squadra         | Campionato      | Campionato | Campionato | Coppe nazionali | Coppe nazionali | Coppe nazionali | Coppe continentali | Coppe continentali | Coppe continentali | Altre coppe | Altre coppe | Altre coppe | Totale | Totale | Totale |
| Stagione        | Squadra         | Comp            | Pres       | Reti       | Comp            | Pres            | Reti            | Comp               | Pres               | Reti               | Comp        | Pres        | Reti        | Pres   | Reti   |        |
| --------------- | --------------- | --------------- | ---------- | ---------- | --------------- | --------------- | --------------- | ------------------ | ------------------ | ------------------ | ----------- | ----------- | ----------- | ------ | ------ | ------ |
| 2022-2023       | CE Europa       | TF              | 6          | 0          | CR              | 0               | 0               | -                  | -                  | -                  | -           | -           | -           | 6      | 0      |        |
| 2023-2024       | CE Europa       | SF              | 14         | 1          | CR              | 0               | 0               | -                  | -                  | -                  | -           | -           | -           | 14     | 1      |        |
| 2024-2025       | Castellón B     | TF              | 16         | 1          | -               | -               | -               | -                  | -                  | -                  | -           | -           | -           | 16     | 1      |        |
| 2024-2025       | Castellón       | SD              | 3          | 0          | CR              | 0               | 0               | -                  | -                  | -                  | -           | -           | -           | 3      | 0      |        |
| Totale carriera | Totale carriera | Totale carriera | 39         | 2          |                 | 0               | 0               |                    | -                  | -                  |             | -           | -           | 39     | 2      |        |

### Cronologia presenze e reti in nazionale
| Cronologia completa delle presenze e delle reti in nazionale ― Guinea Equatoriale | Cronologia completa delle presenze e delle reti in nazionale ― Guinea Equatoriale | Cronologia completa delle presenze e delle reti in nazionale ― Guinea Equatoriale | Cronologia completa delle presenze e delle reti in nazionale ― Guinea Equatoriale | Cronologia completa delle presenze e delle reti in nazionale ― Guinea Equatoriale | Cronologia completa delle presenze e delle reti in nazionale ― Guinea Equatoriale | Cronologia completa delle presenze e delle reti in nazionale ― Guinea Equatoriale | Cronologia completa delle presenze e delle reti in nazionale ― Guinea Equatoriale |
| Data                                                                              | Città                                                                             | In casa                                                                           | Risultato                                                                         | Ospiti                                                                            | Competizione                                                                      | Reti                                                                              | Note                                                                              |
| --------------------------------------------------------------------------------- | --------------------------------------------------------------------------------- | --------------------------------------------------------------------------------- | --------------------------------------------------------------------------------- | --------------------------------------------------------------------------------- | --------------------------------------------------------------------------------- | --------------------------------------------------------------------------------- | --------------------------------------------------------------------------------- |
| 21-3-2025                                                                         | Bata                                                                              | Guinea Equatoriale                                                                | 2 – 0                                                                             | São Tomé e Príncipe                                                               | Qual. Mondiali 2026                                                               | -                                                                                 | 77’                                                                               |
| Totale                                                                            |                                                                                   | Presenze                                                                          | 1                                                                                 |                                                                                   | Reti                                                                              | 0                                                                                 |                                                                                   |